# Frankreich (Bergisch Gladbach)
Frankreich ist ein Ortsteil im Stadtteil Bensberg der Stadt Bergisch Gladbach  im Rheinisch-Bergischen Kreis.

## Lage und Beschreibung
Frankreich liegt im Milchborntal an den Straßenzügen Milchborntalweg und Hardtweg. Es bildet mittlerweile mit den umgebenden Ortsteilen einen geschlossenen Siedlungsbereich, so dass es nicht mehr als eigenständig wahrgenommen wird.

## Geschichte
Die beim Bau des neuen Schlosses Bensberg beschäftigten italienischen und französischen Stuckateure ließen sich mehrheitlich an der Nordseite der Anhöhe des Schlosses in der Freiheit Bensberg dauerhaft nieder. Diese Siedlung erhielt von ihren Bewohnern den Namen Kleinfrankreich bzw. Frankreich.
Unter der französischen Verwaltung zwischen 1806 und 1813 wurde das Amt Porz aufgelöst, und Frankreich wurde politisch der Mairie Bensberg  im Kanton Bensberg zugeordnet. 1816 wandelten die Preußen die Mairie zur Bürgermeisterei Bensberg im Kreis Mülheim am Rhein.
Der Ort ist auf der Preußischen Uraufnahme von 1840 ohne Namen verzeichnet. Ab der Preußischen Neuaufnahme von 1892 ist er auf Messtischblättern regelmäßig als Frankreich oder ohne Namen verzeichnet.
Aufgrund des Köln-Gesetzes wurde die Stadt Bensberg mit Wirkung zum 1. Januar 1975 mit Bergisch Gladbach zur Stadt Bergisch Gladbach zusammengeschlossen. Dabei wurde auch Frankreich Teil von Bergisch Gladbach.
Kirchlich gehört Frankreich seit jeher zum katholischen Kirchspiel Bensberg.
| Jahr | Einwohner | Wohngebäude | Kategorie |
| ---- | --------- | ----------- | --------- |
| 1885 | 74        | 13          | Wohnplatz |
| 1895 | 62        | 12          | Wohnplatz |
| 1905 | 57        | 13          | Wohnplatz |